# 牛津联足球俱乐部
牛津联足球俱乐部（英語：Oxford United Football Club）是位於英格蘭牛津郡牛津市的足球俱樂部，主場是卡森體育場（Kassam Stadium），入場容量是12,500人。於2009/10年球季透過附加賽升班重返英格蘭足球聯賽的乙級聯賽作賽。
牛津聯在1962年贏得南部聯賽超聯組冠軍後升班進入英格蘭足球聯賽，其後於1984/86年更晉升頂級聯賽。1986年贏得聯賽盃，不過牛津聯卻無法參與歐洲足協盃的比賽。2006年球隊降班到英格蘭足球議會聯賽，是首支贏得英格蘭重要足球錦標降班到足球議會聯賽的足球會。

## 大事紀年
| 年 份   | 事 項                                                                                    |
| ------- | ---------------------------------------------------------------------------------------- |
| 1949-50 | 以海丁顿联（Headington United）名義加入南部聯賽（Southern League）                       |
| 1952-53 | 南部聯賽冠軍                                                                             |
| 1953-54 | 南部聯賽亞軍                                                                             |
| 1958-59 | 南部聯賽分拆為兩組，海丁顿联被置於西北組                                                 |
| 1959-60 | 南部聯賽兩組合拼成超聯組，南部聯賽超聯組亞軍                                             |
| 1960    | 更名牛津联（Oxford United）                                                              |
| 1960-61 | 南部聯賽超聯組冠軍（第二次）                                                             |
| 1961-62 | 南部聯賽超聯組冠軍（第三次）                                                             |
| 1962-63 | 獲選加入丁組聯賽                                                                         |
| 1964-65 | 丁組聯賽排第四位，升級丙組                                                               |
| 1967-68 | 丙組聯賽冠軍，升級乙組                                                                   |
| 1976    | 乙組聯賽排第廿位，降級丙組                                                               |
| 1983-84 | 丙組聯賽冠軍（第二次），升級乙組                                                         |
| 1984-85 | 乙組聯賽冠軍，升級甲組                                                                   |
| 1985-86 | 溫布萊決賽 3-0 擊敗女王公园巡游者，聯賽盃冠軍                                            |
| 1988    | 甲組聯賽排第廿一位，降級乙組                                                             |
| 1987-88 | 晉級聯賽盃四強                                                                           |
| 1992-93 | 超聯成立，乙組改組成甲組〈II〉                                                           |
| 1994    | 甲組〈II〉聯賽排第廿三位，降級乙組〈III〉                                                |
| 1995-96 | 乙組〈III〉聯賽亞軍，升級甲組〈II〉                                                      |
| 1999    | 甲組〈II〉聯賽排第廿三位，降級乙組〈III〉                                                |
| 2001    | 乙組〈III〉聯賽排第廿四位，降級丙組〈IV〉                                                |
| 2004-05 | 丙組〈IV〉聯賽更名英乙聯賽                                                               |
| 2006    | 英乙聯賽排第廿三位，降級足球議會全國聯賽                                                 |
| 2009-10 | 全國聯賽排第三位，附加賽準决賽兩回合累計3-1擊敗，決賽3-1擊敗約克城，升級英乙聯賽         |
| 2015-16 | 聯賽錦標決賽2-3負於班士利屈居亞軍；英乙亞軍，升級英甲聯賽                                |
| 2023-24 | 英甲聯賽第五位，附加賽準決賽兩回合累計2-1擊敗彼得堡，決賽2-0擊敗博爾頓，來屆升級英冠聯賽 |

## 近況
參見2015年至2016年英格蘭足球乙級聯賽
- 2015年7月8日，加入教練團長達8年的助理主教練米奇·劉易斯（Mickey Lewis）因重組而宣佈離隊[4]。
- 2015年12月21日，行政總裁馬克·艾殊頓（Mark Ashton）於月底離職[5]。
- 2016年4月13日，主教練迈克尔·阿尔普顿（Michael Appleton）同意簽署新滾動合約[6]。

### 盃賽成績
| 圈數     | 日期          | 主／客   | 對賽球隊  | 紀錄                                         |
| 聯 賽 盃 | 聯 賽 盃      | 聯 賽 盃 | 聯 賽 盃  | 聯 賽 盃                                     |
| -------- | ------------- | -------- | --------- | -------------------------------------------- |
| 第一圈   | 2020年9月5日  | 主       | AFC溫布頓 | 和1-1 互射十二碼勝4-3 （页面存档备份，存于） |
| 第二圈   | 2020年9月16日 | 主       | 屈福特    | 和1-1 互射十二碼負0-3 （页面存档备份，存于） |
| 足 總 盃 |               |          |           |                                              |
| 第一圈   | 2020年11月7日 | 主       | 彼德堡    | 負1-2                                        |

## 主場球場
卡森體育場（Kassam Stadium）是位於英格蘭東南部牛津郡牛津市的運動場， 為牛津聯足球會和倫敦威爾士人欖球會（London Welsh RFC）共用的主場球場。球場以擁有人及牛津聯的前主席費羅茲·卡森（Firoz Kassam）的姓氏命名。
卡森體育場現時由3個看台組成：
- 北看台（North Stand），亦稱為「文娜醫院看台」（Manor Hospital Stand），可容5,026名觀眾，供主場及作客球迷入座。
- 東看台（East Stand），曾獲「牛津郵報」（Oxford Mail）冠名贊助而稱為「牛津郵報看台」（Oxford Mail Stand），可容2,879名聲勢浩大的主場球迷入座。
- 南看台（South Stand）是球場的主體建築，設有「方庭會議中心」（Quadrangle conference centre）、「展覽酒吧」（ Exhibition Bar）、球會辦公室及更衣室，和一列28間落地玻璃行政廂房。南看台分為兩層，下層設有家庭座席。南看台的總容量為4,495人。

## 榮譽
- 英格蘭足球南部聯賽
  - 超級組冠軍：1952/53年、1960/61年、1961/62年；
- 南部聯賽盃
  - 冠軍：1952/53年、1953/54年；
- 英格蘭足球聯賽
  - 乙組聯賽冠軍：1984/85年；
  - 丙組聯賽冠軍：1967/68年、1983/84年；
- 英格蘭聯賽盃
  - 冠軍：1985/86年；

## 球員名單
更新日期：2018年8月10日 (五) 15:45 (UTC) 
粗體字為新加盟球員

球員國籍是根據國際足協的參賽資格定義，但球員可能會持有多於一個非國際足協定義的國籍

### 目前效力（2024/25）
| 號碼     | 國籍     | 球員                       | 位置      | 出生日期       | 加盟年份 | 前屬球會   | 轉會費   |
| 守 門 員 | 守 門 員 | 守 門 員                   | 守 門 員  | 守 門 員       | 守 門 員 | 守 門 員   | 守 門 員 |
| -------- | -------- | -------------------------- | --------- | -------------- | -------- | ---------- | -------- |
| 1        | 英格兰   | 占美·甘明（Jamie Cumming） | 門將      | 1999年9月4日   | 2024     | 車路士     | 無透露   |
| 13       | 英格兰   | （Simon Eastwood）         | 門將      | 1989年6月26日  | 2016     | 布力般流浪 | 自由轉會 |
| 21       | 英格兰   | 馬特·恩格林（Matt Ingram） | 門將      | 1993年12月18日 | 2024     | 侯城       | 無透露   |
| 後 衛    |          |                            |           |                |          |            |          |
| 2        | 英格兰   | 森·朗治（Sam Long）        | 右閘/中堅 | 1995年1月16日  | 2013     | 青年軍     | --       |
| 中 場    |          |                            |           |                |          |            |          |
| 8        | 英格兰   | （Cameron Brannagan）      | 中場/防中 | 1996年5月9日   | 2018     | 利物浦     | 無透露   |
| 前 鋒    |          |                            |           |                |          |            |          |

### 外借球员
| 編號 | 國籍 | 球員名字 | 位置 | 出生日期 | 加盟年份 | 外借球會 | 外借年期 |
| ---- | ---- | -------- | ---- | -------- | -------- | -------- | -------- |

### 離隊球员
| 編號             | 國籍             | 球員名字                       | 位置             | 出生日期         | 加盟年份         | 加盟球會         | 加盟費用         |
| 2024年夏季轉會窗 | 2024年夏季轉會窗 | 2024年夏季轉會窗               | 2024年夏季轉會窗 | 2024年夏季轉會窗 | 2024年夏季轉會窗 | 2024年夏季轉會窗 | 2024年夏季轉會窗 |
| ---------------- | ---------------- | ------------------------------ | ---------------- | ---------------- | ---------------- | ---------------- | ---------------- |
| 11               | 英格兰           | 馬卡斯·布朗尼（Marcus Browne） | 翼鋒/攻中        | 1997年12月18日   | 2022             | --               | 季後放棄         |
| 17               | 英格兰           | （James Henry）                | 右翼/攻中        | 1989年6月10日    | 2017             | 艾迪索特         | 季後放棄         |

## 著名球員
- 約翰·艾德列治（John Aldridge）
- 朗·艾堅遜（Ron Atkinson）
- 雷·侯頓（Ray Houghton）
- 詹·馬捷頓（Jim Magilton）
- 甸·桑達士（Dean Saunders）
- 保羅·森遜（英语：Paul Simpson (footballer)）（Paul Simpson）
- 迪恩·温达斯（Dean Windass）
- 迪恩·怀特黑德（Dean Whitehead）